# Jacqueline de Longwy
Jacqueline de Longwy (asi 1520 ? – 28. srpna 1561), vévodkyně z Montpensier a Dauphine z Auvergne, byla francouzskou šlechtičnou a nevlastní neteří krále Františka I. Francouzského. Byla také první manželkou Ludvíka z Montpensier a matkou jeho šesti dětí. Šarlota Bourbonská, třetí manželka Viléma I. Oranžského byla její dcerou.
Jako vysoce postavený člen rodiny Valois, se účastnila dvorních slavností a obřadů.

## Rodina
Jacqueline se narodila neznámo kdy před rokem 1520 jako nejmladší dcera Jeana IV. de Longwy, seigneura de Givry, barona z Pagny a z Mirebeau (zemřel v roce 1520) a Jany z Angoulême, hraběnky z Bar-sur-Seine, nemanželské nevlastní sestry francouzského krále Františka I.
Jacqueline měla dvě starší sestry. Ta nejstarší, Františka de Longwy, dáma de Pagny a de Mirebeau (asi 1510 – 1561)D, se poprvé provdala v roce 1526 za Filipa de Chabot, seigneura de Brion, hraběte z Charny a Buzançois, admirála Francie, se kterým měla šest dětí. Podruhé se Františka provdala v roce 1545 za Jacquese de Perusse, seigneura d'Escars, se kterým měla jednoho syna, kardinála Anne d'Escars de Givry. Jacquelina druhá starší sestra Klaudie se stala abatyší v Jouarre.
Jejím strýcem z otcovy strany byl Claude de Longwy de Givry, biskup v Amiens. Prarodiči jí byli Filip de Longwy, seigneur z Pagny a Jeanne de Bauffremont, dáma de Mirebeau, a Karel z Angoulême a jeho milenka Antoinette de Polignac, dáma de Combronde, dvorní dáma manželky hraběte z Angoulême, Luisy Savojské. Antoinette byla dcerou Foucauda de Polignac, seigneura des Fontaines a Agnès de Chabanais.

## Manželství a potomci
Jacqueline se v roce 1538 stala první manželkou Ludvíka III. z Bourbon-Montpensier, který se po smrti své matky Luisy Bourbonské 5. července 1561 stal vévodou z Montpensier. U příležitosti tohoto sňatku vrátil její strýc František I. Ludvíkové matce hrabství Forez, Beaujeu a Dombes. Francouzská koruna je zabavila po zajetí Karla III. Bourbonského v roce 1523, když přešel na stranu císaře Karla V.
Jacqueline měla s Ludvíkem syna a pět dcer:
1. Františka Bourbonská (1539–1587), v roce 1559 se provdala za Jindřicha Roberta de La Marck, vévodu z Bouillonu a knížete ze Sedanu
2. Anna Bourbonská (1540–1577), v roce 1561 se provdala za Františka Klévského, vévodu z Nevers
3. Johana Bourbonská (1541–1620), abatyše z Jouarre.
4. František z Montpensier (1542–1592), v roce 1566 se oženil s Renée d'Anjou, markýzou de Mézières (1550–1597), dcerou Mikuláše d'Anjou, markýze de Mézières a Gabriely de Mareuil.
5. Šarlota Bourbonská (1547–1482), provdala se za Viléma I. Oranžského.
6. Luisa Bourbonská (1548–1586), abatyše z Faremoutier

## Hraběnka z Bar-sur-Seine
Jacqueline po matce zdědila titul suo jure hraběnky z Bar-sur-Seine. Otcovy tituly zdědila v roce 1520 jeho nejstarší dcera Františka.
V roce 1543 byl dauphinát Auvergne navrácen Ludvíkovi a Jacqueline se stala dauphine z Auvergne. V roce 1544 byla přítomna křtu králova vnuka Františka. Roku 1547 král zemřel a nastoupil po něm jeho syn Jindřich. V roce 1556 byla Jacqueline spolu s Dianou de Poitiers a Madame de Montmorency určena královnou Kateřinou Medicejskou, aby posoudila případ nesprávného jednání proti Mademoiselle de Rohan, člence královské rodiny, která byla od slibem manželství těhotná s vévodou z Nemours. V roce 1559 byla Jacqueline s manželem přítomna velkolepé korunovace Františka II. a Marie Stuartovny.
28. srpna 1561 Jacqueline v Paříži zemřela.
Její manžel se v roce 1570 oženil podruhé, a to s Kateřinou Lotrinskou, dcerou Františka de Guise a Anny d'Este. Jejich manželství bylo bezdětné.